# Vaðhorn, Island
Vaðhorn är en bergstopp i republiken Island. Den ligger i regionen Austurland, 400 km öster om huvudstaden Reykjavík. Toppen på Vaðhorn är 1 120 meter över havet.
Trakten runt Vaðhorn är nära nog obefolkad, med mindre än två invånare per kvadratkilometer. Närmaste större samhälle är Reyðarfjörður, omkring 13 kilometer norr om Vaðhorn. Trakten runt Vaðhorn består i huvudsak av gräsmarker.